# Strangalia pseudocantharidis
Strangalia pseudocantharidis là một loài bọ cánh cứng trong họ Cerambycidae.